# Filmographie de Tic et Tac

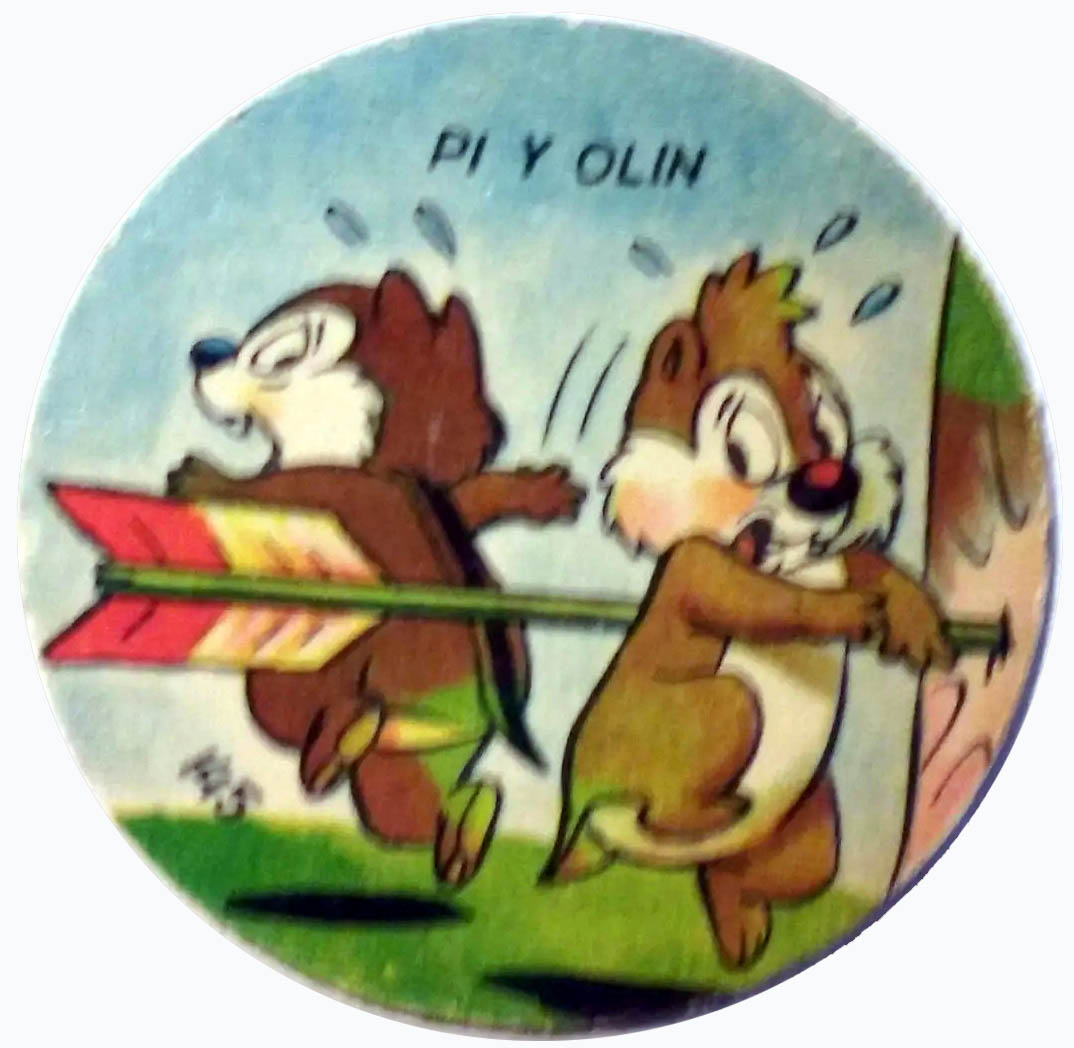
Tic et Tac.

Cette liste présente la filmographie complète des personnages de Tic et Tac  depuis 1943.

## Années 1940

### 1943
- Pluto soldat. Dans la série Pluto. Première confrontation avec Pluto.

### 1946
- Les Locataires de Mickey. Dans la série Mickey Mouse. Avec Mickey et Pluto

### 1947
- Bongo, roi du cirque Première partie du long-métrage Coquin de printemps.
- Donald chez les écureuils (Chip 'n' Dale). Dans la série Donald Duck. Première confrontation avec Donald. Tic et Tac acquièrent leur nom définitif.

### 1948
- Le petit déjeuner est servi (Three for Breakfast). Dans la série Donald Duck. Avec Donald.
- Johnny Pépin-de-Pomme (Johnny Appleseed). Troisième partie du long-métrage Mélodie Cocktail (Melody Time). Tic y apparaît sans Tac.

### 1949
- Donald forestier (Winter Storage). Dans la série Donald Duck. Avec Donald.
- Donald fait son beurre (All in a Nutshell). Dans la série Donald Duck. Avec Donald.
- Donald et son arbre de Noël (Toy Tinkers). Dans la série Donald Duck. Avec Donald.

## Années 1950

### 1950
- Donald amoureux (Crazy Over Daisy). Dans la série Donald Duck. Avec Donald et Daisy. Apparitions de Mickey, Minnie et Dingo.
- La Roulotte de Donald (Trailer Horn). Dans la série Donald Duck. Avec Donald.
- Pluto joue à la main chaude (Food for Feudin'). Avec Pluto.
- Donald blagueur (Out on a Limb). Dans la série Donald Duck. Avec Donald.

### 1951
- Drôle de poussin (Chicken in the Rough). Premier film de la série Tic et Tac.
- Une partie de pop-corn (Corn Chips). Dans la série Donald Duck. Avec Donald.
- Donald pilote d'essai (Test Pilot Donald). Dans la série Donald Duck. Avec Donald.
- Bon pour le modèle réduit (Out of Scale). Dans la série Donald Duck. Avec Donald.

### 1952
- L'Arbre de Noël de Pluto (Pluto's Christmas Tree). Dans la série Mickey Mouse. Avec Mickey, Tic et Tac. Apparitions de Minnie, Donald et Dingo.
- Le Verger de Donald (Donald Applecore). Dans la série Donald Duck. Avec Donald.
- Tic et Tac séducteurs (Two Chips and a Miss). Dans la série Tic et Tac.

### 1953
- Les Cacahuètes de Donald (Working for Peanuts). Dans la série Donald Duck. Avec Donald.

### 1954
- Tic et Tac au Far-West (The Lone Chipmunks). Dans la série Tic et Tac. Avec Pat Hibulaire.
- Le Dragon mécanique (Dragon Around). Avec Donald.

### 1955
- Donald flotteur de bois (Up a Tree). Dans la série Donald Duck. Avec Donald.

### 1956
- Ohé Donald (Chips Ahoy). Avec Donald.

## Années 1980

### 1983
- Le Noël de Mickey (Mickey's Christmas Carol). Moyen-métrage d'animation.

### 1989
- Tic et Tac, les rangers du risque (Chip 'n' Dale Rescue Rangers). Série télévisée diffusée de 1989 à 1990.

## Années 1990

### 1999
- Mickey Mania. Série télévisée diffusée de 1999 à 2000, présentant des courts métrages inédits.

## Années 2000

### 2001
- Mickey, la magie de Noël (Mickey's Magical Christmas : Snowed In At The House Of Mouse). Compilation de courts métrages parmi lesquels Le Noël de Mickey (1983), L'Arbre de Noël de Pluto (1952), etc.
- Disney's tous en boîte (Disney's House of Mouse). Série télévisée diffusée de 2001 à 2004.

### 2002
- Mickey, le club des méchants (Mickey's House of Villains). Compilation de courts métrages parmi lesquels Les Revenants solitaires (1937), Donald et le Gorille (1944), Donald et la Sorcière (1952) et des extraits de la série Mickey Mania (1999-2000).

### 2006
- La Maison de Mickey (Mickey Mouse Clubhouse). Série télévisée.

### 2013
- Mickey Mouse. série télévisée

### 2017
- Mickey et ses amis : Top Départ ! (Mickey Mouse Mixed-Up Adventures). série télévisée
- Les Histoires Toc-Toc de Tic & Tac (Chip ‘N’ Dale : Nutty Tales). série télévisée

### 2020
- La Bande à Picsou (DuckTales). Série télévisée diffusée de 2017 à 2021. Ils apparaissent dans l'épisode 3 diffusé le 11 avril et l'épisode final de la saison 3.

### 2021
- Les Aventures au Parc de Tic et Tac (Chip'N'Dale: Park Life). série télévisée
- La Maison magique de Mickey (Mickey Mouse Funhouse). Série de 2021 à aujourd'hui.

### 2022
- Le Monde Merveilleux de Mickey (The Wonderful World of Mickey Mouse). série télévisée, épisode spécial Le Printemps merveilleux de Mickey
- Tic et Tac, les rangers du risque (Chip 'n Dale: Rescue Rangers) d'Akiva Schaffer